# キャッソン不変量
数学の一分野である幾何学的トポロジーの3-次元トポロジー(3-dimensional topology)では、キャッソン不変量(Casson invariant)は、アンドリュー・キャッソン(Andrew Casson)により導入された向き付け可能な整数ホモロジー3-球面(homology 3-sphere)の整数値不変量である。
ケルビン・ウォーカー(Kevin Walker)は、1992年に、キャッソン・ウォーカー不変量(Casson-Walker invariant)と呼ばれる有理ホモロジー3-球面(rational homology 3-sphere)の拡張を発見し、クリスティーヌ・レスコップは、1995年にすべての閉じたな向きつけられた3-次元多様体(3-manifold)へ拡張した。

## 定義
キャッソン不変量は、向き付けられた整数ホモロジー 3-球面から Z への写像で次の性質を満たす全射写像 λ である。
- λ(S3) = 0.
- Σ を整数ホモロジー 3-球面とすると、任意の結び目 K と任意の整数 n に対して、差

{\displaystyle \lambda \left(\Sigma +{\frac {1}{n+1}}\cdot K\right)-\lambda \left(\Sigma +{\frac {1}{n}}\cdot K\right)}
は、n と独立である。ここに {\displaystyle \Sigma +{\frac {1}{m}}\cdot K} は、K による Σ 上の {\displaystyle {\frac {1}{m}}} デーンの手術(Dehn surgery)である。
- Σ の中の任意の境界の絡み目 K ∪ L に対して、次の表現は 0 となる。

{\displaystyle \lambda \left(\Sigma +{\frac {1}{m+1}}\cdot K+{\frac {1}{n+1}}\cdot L\right)-\lambda \left(\Sigma +{\frac {1}{m}}\cdot K+{\frac {1}{n+1}}\cdot L\right)-\lambda \left(\Sigma +{\frac {1}{m+1}}\cdot K+{\frac {1}{n}}\cdot L\right)+\lambda \left(\Sigma +{\frac {1}{m}}\cdot K+{\frac {1}{n}}\cdot L\right)}
キャッソン不変量は（上記の性質に関して）すべての定数による積を除き、一意である。

## 性質
- K が三葉結び目(trefoil)であれば、

{\displaystyle \lambda \left(\Sigma +{\frac {1}{n+1}}\cdot K\right)-\lambda \left(\Sigma +{\frac {1}{n}}\cdot K\right)=\pm 1}.
- ポアンカレホモロジー球面（英語版）(Poincaré homology sphere)のキャッソン不変量は 1 (あるいは、−1)である。
- M の向き付けを逆にすると、キャッソン不変量は符号を変える。
- M のロホリン不変量は、キャッソン不変量 mod 2 に等しい。
- キャッソン不変量は、ホモロジー 3-球面の連結和に関して、加法的である。
- キャッソン不変量は、フレアーホモロジーのオイラー特性類の一種である。
- 任意の整数 n に対し、

{\displaystyle \lambda \left(M+{\frac {1}{n+1}}\cdot K\right)-\lambda \left(M+{\frac {1}{n}}\cdot K\right)=\phi _{1}(K),}
ここに {\displaystyle \phi _{1}(K)} は、アレクサンダー・コンウェイ多項式 {\displaystyle \nabla _{K}(z)} の {\displaystyle z^{2}} の係数であり、K のArf不変量(Arf invariant)に合同 (mod 2) である。
- キャッソン不変量はLMO不変量（英語版）(LMO invariant)の次数 1 の部分である。
- ザイフェルト多様体（英語版）(Seifert manifold) {\displaystyle \Sigma (p,q,r)} のキャッソン不変量は、次の公式により与えられる。

{\displaystyle \lambda (\Sigma (p,q,r))=-{\frac {1}{8}}\left[1-{\frac {1}{3pqr}}\left(1-p^{2}q^{2}r^{2}+p^{2}q^{2}+q^{2}r^{2}+p^{2}r^{2}\right)-d(p,qr)-d(q,pr)-d(r,pq)\right]}
ここに
{\displaystyle d(a,b)=-{\frac {1}{a}}\sum _{k=1}^{a-1}\cot \left({\frac {\pi k}{a}}\right)\cot \left({\frac {\pi bk}{a}}\right)}
である。

## 表現の数としてのキャッソン不変量
非公式には、キャッソン不変量は、ホモロジー 3-球面の基本群の群 SU(2) への表現の共役類の数の半分である。このことは次のように詳細に記述することができる。
コンパクトな向き付けられた 3-多様体 M の表現空間は、{\displaystyle {\mathcal {R}}(M)=R^{\mathrm {irr} }(M)/SO(3)} として定義される。ここに {\displaystyle R^{\mathrm {irr} }(M)} は {\displaystyle \pi _{1}(M)} の既約 SU(2) 表現の空間を表す。{\displaystyle M} のヒーガード分解(Heegaard splitting) {\displaystyle \Sigma =M_{1}\cup _{F}M_{2}} に対し、キャッソン不変量は {\displaystyle {\frac {(-1)^{g}}{2}}} と {\displaystyle {\mathcal {R}}(M_{1})} と {\displaystyle {\mathcal {R}}(M_{2})} との代数的交叉の積に等しい。

## 一般化

### 有理ホモロジー 3-球面
ケルビン・ウォーカー(Kevin Walker)は、キャッソン不変量の有理ホモロジー3-球面(rational homology 3-sphere)への拡張を発見した。キャッソン・ウォーカー不変量は、向き付けられた有理ホモロジー 3-球面の Q への全射写像 λCW であり、次の性質を満たしている。
1. λ(S3) = 0.
2. 向き付けられた有理ホモロジー球面 M の中の向き付けられた有理ホモロジー球面 M' のすべての 1-成分デーンの手術(Dehn surgery)の提示に対し、
{\displaystyle \lambda _{CW}(M^{\prime })=\lambda _{CW}(M)+{\frac {\langle m,\mu \rangle }{\langle m,\nu \rangle \langle \mu ,\nu \rangle }}\Delta _{W}^{\prime \prime }(M-K)(1)+\tau _{W}(m,\mu ;\nu )}
である。ここに、
- m は結び目 K の向きつけられたメリディアンであり μ は手術の特性曲線である。
- ν は自然な写像 H1(∂N(K), Z) → H1(M − K, Z) の核の生成子である。
- {\displaystyle \langle \cdot ,\cdot \rangle } は結び目の管状近傍 N(K) の上の交叉形式である。
- Δ はアレクサンダー多項式で、t の作用が M − K の無限巡回被覆（英語版）(cyclic cover)の中の {\displaystyle H_{1}(M-K)/{\text{Torsion}}} の生成子の作用に対応し、対称であり、1 では 1 となるように正規化されている。
- {\displaystyle \tau _{W}(m,\mu ;\nu )=-\mathrm {sgn} \langle y,m\rangle s(\langle x,m\rangle ,\langle y,m\rangle )+\mathrm {sgn} \langle y,\mu \rangle s(\langle x,\mu \rangle ,\langle y,\mu \rangle )+{\frac {(\delta ^{2}-1)\langle m,\mu \rangle }{12\langle m,\nu \rangle \langle \mu ,\nu \rangle }}}

ここに x, y は、すべての整数 δ に対し {\displaystyle \langle x,y\rangle =1}, v = δy であり、s(p, q) がデデキント和(Dedekind sum) となるような H1(∂N(K), Z) の生成子である。
整数ホモロジー球面に対し、ウォーカーの正規化は、キャッソンの正規化 {\displaystyle \lambda _{CW}(M)=2\lambda (M)} の 2 倍となっていることに注意する。

### コンパクトな向き付けられた 3-次元多様体
クリスティーヌ・レスコップ(Christine Lescop)は、キャッソン・ウォーカー不変量の向き付けられたコンパクト 3-次元多様体への拡張 λCWL を定義した。この定義は、次の性質をもつことで一意に特徴付けられる。
- M の第一ベッチ数 は 0 でれば

{\displaystyle \lambda _{CWL}(M)={\tfrac {1}{2}}\left\vert H_{1}(M)\right\vert \lambda _{CW}(M)}.
- M の第一ベッチ数が 1 であれば、

{\displaystyle \lambda _{CWL}(M)={\frac {\Delta _{M}^{\prime \prime }(1)}{2}}-{\frac {\mathrm {torsion} (H_{1}(M,\mathbb {Z} ))}{12}}}
ここに Δ は対称で、1 で正の値の値を取るように正規化されたアレクサンダー多項式である。
- M の第一ベッチ数が 2 であれば、

{\displaystyle \lambda _{CWL}(M)=\left\vert \mathrm {torsion} (H_{1}(M))\right\vert \mathrm {Link} _{M}(\gamma ,\gamma ^{\prime })}
ここに γ は、{\displaystyle H_{2}(M;\mathbb {Z} )} の 2つの生成子 {\displaystyle S_{1},S_{2}} の交叉により与えられた向き付けられた曲線であり、{\displaystyle \gamma ^{\prime }} は、{\displaystyle S_{1},S_{2}} により決定される γ の管状近傍の自明かにより引き起こされる並行な曲線である。
- M の第一ベッチ数が 3 であれば、{\displaystyle H_{1}(M;\mathbb {Z} )} の基底 a, b, c に対し、

{\displaystyle \lambda _{CWL}(M)=\left\vert \mathrm {torsion} (H_{1}(M;\mathbb {Z} ))\right\vert \left((a\cup b\cup c)([M])\right)^{2}}
である。
- M の第一ベッチ数が 3 よりも大きいと、{\displaystyle \lambda _{CWL}(M)=0} である。

キャッソン・ウォーカー・レスコップ不変量は次の性質を持つ。
- M が向きつけられて、第一ベッチ数が奇数であれば、キャッソン・ウォーカー・レスコップ不変量は変わらなく、そうでない場合は符号を変える。
- 多様体の連結和に対し、

{\displaystyle \lambda _{CWL}(M_{1}\#M_{2})=\left\vert H_{1}(M_{2})\right\vert \lambda _{CWL}(M_{1})+\left\vert H_{1}(M_{1})\right\vert \lambda _{CWL}(M_{2})\ .}

### SU(N)
1990年、クリフォード・タウベス(Clifford Taubes)は、ホモロジー 3-球面 M の SU(2) キャッソン不変量が、{\displaystyle {\mathcal {A}}/{\mathcal {G}}} のオイラー特性類として、ゲージ理論的な解釈を持つ。ここに、{\displaystyle {\mathcal {A}}} は M 上の SU(2) 接続の空間であり、{\displaystyle {\mathcal {G}}} はゲージ変換の群である。彼はチャーン・サイモンズ不変量を {\displaystyle {\mathcal {A}}/{\mathcal {G}}} 上の {\displaystyle S^{1}} に値を持つモース函数として導き、SU(3) キャッソン不変量が摂動と独立であることにとって重要であることを指摘した。(Taubes (1990))
ボーデン(Boden)とヘラルド(Herald) (1998) は SU(3) キャッソン不変量を定義した。